# 부자의 탄생 (드라마)
《부자의 탄생》은 KBS 2TV에서 2010년 3월 1일부터 2010년 5월 4일까지 방영된 월화 미니시리즈이며 노골적인 부자마케팅으로 시청자들의 눈쌀을 찌푸리게 했고 이보영 (이신미 역)은 2007년 SBS 게임의 여왕 이후 해당 작품으로 안방극장 복귀를 했는데 <부자의 탄생>에 앞서 당초 돌아온 뚝배기 후속 KBS 2TV 일일극으로 편성될 예정이었던 <미워도 다시 한 번>으로 드라마 복귀를 할 예정이었지만 KBS가 돌아온 뚝배기를 끝으로 2TV 일일극을 폐지하면서 편성이 불발되자 컴백이 무산됐으며 <미워도 다시 한번>은 뒷날 수목 미니시리즈로 편성이 변경됐다.

## 소개
‘재벌은 피가 아니라 노력’이라는 주제 아래 ‘무늬만 재벌’인 석봉과 ‘생계형 재벌’인 신미가 펼치는 좌충우돌 코믹 멜로 재벌 추격극이다.

## 등장 인물

### 주요 인물
- 지현우 : 최석봉 역 (아역 박건태) - 오성호텔 벨맨
- 이보영 : 이신미 역 - 오성그룹 상속녀
- 이시영 : 부태희 역 - 부호그룹 상속녀
- 남궁민 : 추운석 역 - 프런티어 후계자

### 그룹 수장들
- 윤주상 : 이중헌 역 - 오성그룹 수장, 이신미의 아버지
- 김응수 : 부귀호 역 - 부호그룹 수장, 부태희의 아버지
- 박영지 : 추영달 역 - 프런티어 수장, 추운석의 아버지

### 비서의 세계
- 신다은 : 한소정 역 - 이신미의 비서
- 정주은 : 윤 비서 역 - 부태희의 비서

### 강우네
- 김기방 : 박강우 역 - 오성호텔 벨맨, 최석봉의 꼬봉
- 박민지 : 박강숙 역 - 박강우의 동생
- 김미경 : 강우의 어머니 역
- 정한용 : 강우의 아버지 역

### 호텔 식구
- 김동균 : 유 팀장 역 - 오성그룹 기획실 팀장
- 박철민 : 캡틴 역 - 오성호텔의 캡틴
- 옥지영 : 방순진 역 - 최석봉의 동창, 주간지 기자
- 성지루 : 우병도 역 - 최석봉의 옥탑방 룸메이트

### 그 외 인물
- 장유준 : 우붕어 역
- 이건 : 명문대 역
- 최원홍 : 부태경 역
- 민욱 : 하준태 역
- 장태성 : 최석봉의 동료 역
- 이우진 : 형사 역
- 이주연 : 성나연 역

### 특별출연
- 이원종 : 석봉의 중학교 수학선생님 역 (1회)
- 최송현 : 석봉의 어머니 역 (1회)
- 손호영 : 준태 청년시절 역 (1회, 17회, 18회)
- 이한위 : 테리아 박 역 (3회)
- 김익태 : 오천만 역 (9회)

## 시청률
최저 시청률과 최고 시청률은 시청률 조사회사와 지역별로 시청률에 차이가 있을 수 있습니다.
| 2010년      | 2010년      | 2010년         | 2010년       | 2010년         | 2010년       |
| 회차        | 방송일      | TNmS 시청률    | TNmS 시청률  | AGB 시청률     | AGB 시청률   |
| 회차        | 방송일      | 대한민국(전국) | 서울(수도권) | 대한민국(전국) | 서울(수도권) |
| ----------- | ----------- | -------------- | ------------ | -------------- | ------------ |
| 제1회       | 3월 1일     | 12.1%          | 11.9%        | 12.2%          | 12.8%        |
| 제2회       | 3월 2일     | 11.8%          | 11.6%        | 11.6%          | 12.3%        |
| 제3회       | 3월 8일     | 11.4%          | 11.0%        | 11.2%          | 11.1%        |
| 제4회       | 3월 9일     | 13.1%          | 12.8%        | 12.6%          | 12.2%        |
| 제5회       | 3월 15일    | 16.2%          | 16.1%        | 15.0%          | 14.5%        |
| 제6회       | 3월 16일    | 17.7%          | 18.0%        | 17.0%          | 17.9%        |
| 제7회       | 3월 22일    | 15.5%          | 15.7%        | 14.9%          | 15.5%        |
| 제8회       | 3월 23일    | 15.2%          | 14.9%        | 15.7%          | 16.2%        |
| 제9회       | 3월 29일    | 15.6%          | 15.2%        | 15.6%          | 16.6%        |
| 제10회      | 3월 30일    | 16.0%          | 16.2%        | 15.9%          | 16.8%        |
| 제11회      | 4월 5일     | 16.2%          | 15.8%        | 15.1%          | 15.1%        |
| 제12회      | 4월 6일     | 17.7%          | 17.8%        | 16.2%          | 16.6%        |
| 제13회      | 4월 12일    | 16.5%          | 16.2%        | 13.5%          | 13.3%        |
| 제14회      | 4월 13일    | 16.7%          | 16.9%        | 14.4%          | 14.5%        |
| 제15회      | 4월 19일    | 16.6%          | 16.6%        | 14.8%          | 15.1%        |
| 제16회      | 4월 20일    | 14.9%          | 14.6%        | 14.2%          | 14.2%        |
| 제17회      | 4월 26일    | 14.2%          | 14.0%        | 14.3%          | 14.0%        |
| 제18회      | 4월 27일    | 13.1%          | 13.0%        | 13.0%          | 12.7%        |
| 제19회      | 5월 3일     | 14.2%          | 14.3%        | 13.3%          | 13.0%        |
| 제20회      | 5월 4일     | 16.6%          | 17.0%        | 15.5%          | 15.3%        |
| 평균 시청률 | 평균 시청률 | 15.1%          | 15.0%        | 14.3%          | 14.5%        |

## 연장
- 2010년 4월 6일 : 부자의 탄생 방영 분량이 16부작에서 4회 연장되어 20부작으로 변경 및 확정되었다.

## 수상
- 2010년 KBS 연기대상 여자 신인상 이시영

## 참고 사항
- 협찬주의 상호와 로고를 일부 변경해 반복적으로 노출하고, 협찬주 업체가 홍보하는 특장점을 반복적으로 언급해 방송심의에 관한 규정을 어겨 '시청자 사과' 조치를 받아야 했다.[5]

## 같이 보기
- 부자의 탄생 (JTBC)